# 81 v.Chr.
Het jaar 81 v.Chr. is een jaartal volgens de christelijke jaartelling.

## Gebeurtenissen

### Italië
- In Rome voert Lucius Cornelius Sulla een terreurbewind, politieke tegenstanders worden door confiscatie veroordeeld. Tijdens zijn regeringsperiode (r. 82 - 79 v.Chr.) laat Sulla 15 consuls, 90 senatoren en ± 25.000 welgestelde Romeinse burgers uit de middenklasse vermoorden. De Senaat wordt verhoogd naar 600 magistraten en de optimates krijgen de absolute macht in handen.
- In de Senaat wordt een wet aangenomen (de Wet van Sulla ("lex Cornelia de sicariis et veneficiis") – met betrekking tot moord, vergiftiging en kwaadaardige magie).
- Quintus Caecilius Metellus wordt door de Senaat benoemd tot pontifex maximus.

### Egypte
- Berenice III (r. 81 - 80 v.Chr.) volgt haar vader en echtgenoot Ptolemaeus IX Soter op als koningin van Egypte. Cleopatra Berenice is de eerste vrouw die heerst over Neder- en Opper-Egypte sinds 1100 jaar.

## Overleden
- Gnainus Domitius Ahenobarbus, Romeins politicus
- Ptolemaeus IX Soter (~142 v.Chr. - ~81 v.Chr.), koning van Egypte (61)